# Cyril Chapuis
Cyril Chapuis (Lione, 21 marzo 1979) è un ex calciatore francese, di ruolo attaccante.